# Atsuhiko Ejiri
Atsuhiko Ejiri (Gifu, 12 luglio 1967) è un allenatore di calcio ed ex calciatore giapponese, di ruolo centrocampista.

## Carriera

### Calciatore
Ha militato nel JEF United Ichihara Chiba.

### Allenatore
Dal 1º agosto 2009 al 31 dicembre 2010 ha rivestito il ruolo di allenatore del JEF United Ichihara Chiba.